# Physostegia
Genre
Classification phylogénétique
Physostegia, les physostégies, est un genre de plantes à fleurs de la famille des Lamiacées. Il comprend 12 espèces de plantes herbacées vivaces à rhizomes, toutes originaires d'Amérique du Nord. On la nomme souvent la plante obéissante, car on peut orienter les fleurs sur leur axe.

## Description
Les physostégies sont des plantes à tiges dressées, généralement peu ramifiées, pouvant mesurer jusqu'à 2 mètres de haut, qui émergent généralement d'un rhizome.
Les feuilles caulinaires sont sessiles, glabres, dentées et opposées. Les plantes hivernent sous forme de rosettes basales. 
Les inflorescences sont des racèmes de fleurs blanches, roses, lavande ou rougeâtres qui ressemblent à des épis. La corolle a deux lèvres de longueur à peu près égales. Les quatre étamines ont des anthères violettes ou presque blanches.

## Liste des espèces
- Physostegia angustifolia Fern.
- Physostegia correllii (Lundell) Shinners
- Physostegia digitalis Small
- Physostegia godfreyi Cantino
- Physostegia intermedia (Nutt.) Engelm. & Gray
- Physostegia ledinghamii (Boivin) Cantino
- Physostegia leptophylla Small
- Physostegia longisepala P.D. Cantino
- Physostegia pulchella Lundell
- Physostegia parviflora Nutt. ex A. Gray
- Physostegia purpurea (Walt.) Blake
- Physostegia virginiana (L.) Benth. - Physostégie de Virginie